# Langona minima
Langona minima är en spindelart som beskrevs av Lodovico di Caporiacco 1949. Langona minima ingår i släktet Langona och familjen hoppspindlar. Inga underarter finns listade i Catalogue of Life.